# Туганбай
Туганбай (каз. Туғанбай, до 2007 г. — Фрунзе) — село в Талгарском районе Алматинской области Казахстана. Входит в состав Нуринского сельского округа. Код КАТО — 196257600.

## Население
В 1999 году население села составляло 2054 человека (1055 мужчин и 999 женщин). По данным переписи 2009 года, в селе проживало 2275 человек (1111 мужчин и 1164 женщины).